# Eccoptomera sibirica
Eccoptomera sibirica är en tvåvingeart som beskrevs av Gorodkov 1966. Eccoptomera sibirica ingår i släktet Eccoptomera och familjen myllflugor. Inga underarter finns listade i Catalogue of Life.